# Worek

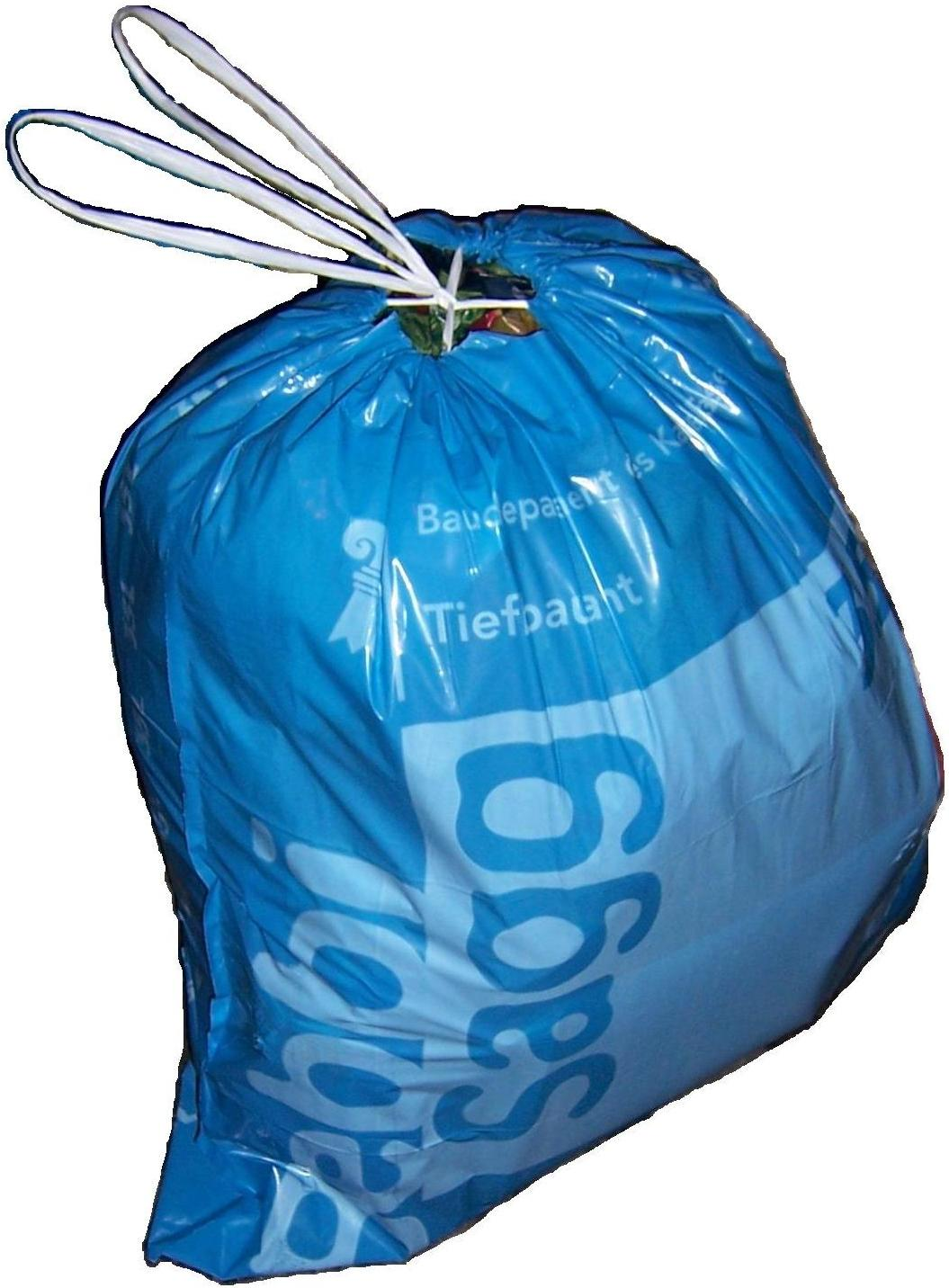
Worek z tworzyw sztucznych z zamknięciem, używany w Bazylei (Szwajcaria) na śmieci

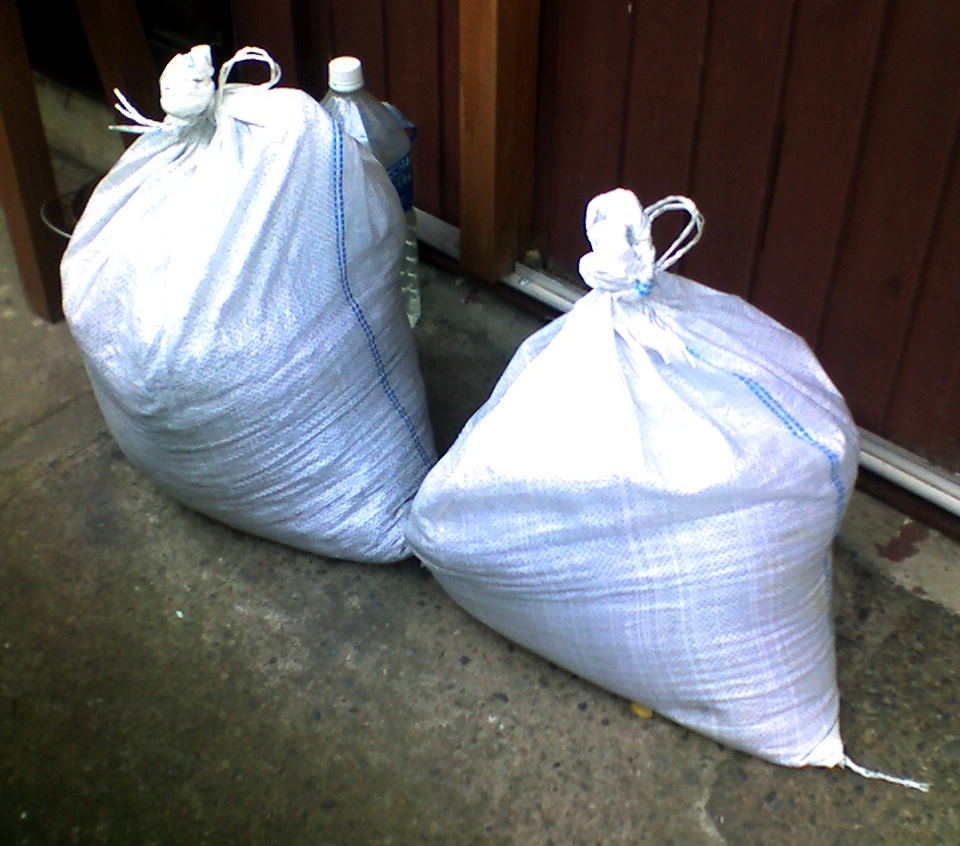
Worki

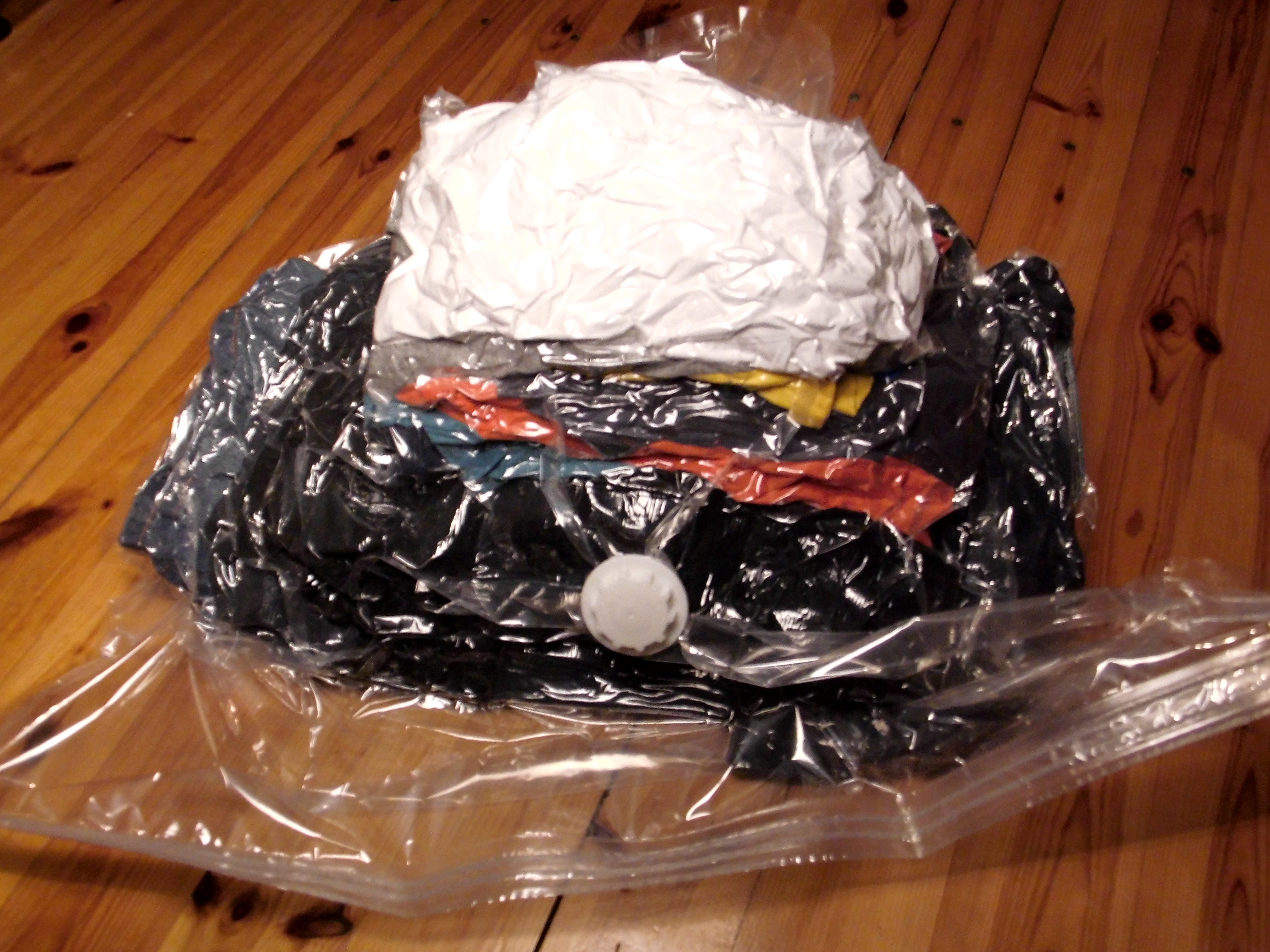
Worek próżniowy

Worek – wiotki pojemnik podobny do torby, lecz pozbawiony specjalizowanego zamknięcia. Wykonuje się go głównie z juty, płótna, skóry, papieru bądź tworzyw sztucznych. Służy do przechowywania i transportu rozmaitych artykułów, w tym sypkich, lecz nie płynów. Jedną z jego odmian jest worek próżniowy – gadżet charakteryzujący się możliwością wypompowania z niego powietrza dla oszczędzenia miejsca.
Na Śląsku worek nazywany jest bojtlem (od niemieckiego Beutel), a w Wielkopolsce i na Kaszubach nazywany miechem.